# Essential-Facilities-Doktrin
Die Essential-Facilities-Doktrin ist eine aus dem US-amerikanischen Wettbewerbsrecht stammende Lehre, die den Missbrauch einer marktbeherrschenden Stellung durch sog. Geschäftsverweigerung unterbinden will.
Um den Wettbewerb zu sichern, wird der Inhaber von zur Erbringung bestimmter Dienstleistungen oder zur Herstellung bestimmter Produkte wesentlichen Einrichtungen oder Informationen (Essential Facilities) unter bestimmten Voraussetzungen gezwungen, seinen Konkurrenten gegen angemessenes Entgelt Nutzungsrechte bzw. Lizenzen für ebendiese Einrichtungen oder Informationen einzuräumen (Kontrahierungszwang). 
Die Essential-Facilities-Doktrin hat mittlerweile auch in das europäische Wettbewerbsrecht Eingang gefunden. Die Voraussetzungen sind in den USA und in der EU unterschiedlich, wobei im amerikanischen Recht stärker auf Verhandlungen zwischen den Parteien abgestellt wird. 
In Europa wird für die Anwendung der Doktrin gemeinhin verlangt, 
- dass das Unternehmen, das um das Nutzungsrecht ersucht, beabsichtigt, auf einem von der Nutzung der Essential Facility abhängigen Markt neue Erzeugnisse oder Dienstleistungen anzubieten, die der Inhaber der Essential Facility nicht anbietet und für die eine zumindest potenzielle Nachfrage der Verbraucher besteht,
- dass die Weigerung, das Nutzungsrecht einzuräumen, nicht aus sachlichen Gründen erfolgt, und
- dass die Weigerung geeignet ist, dem Inhaber der Essential Facility den abhängigen Markt vorzubehalten, indem jeglicher Wettbewerb auf diesem Markt ausgeschlossen wird.[1]

Im Zuge der Liberalisierung innerhalb der EU hat die Doktrin große Bedeutung erlangt. In Deutschland sind vor allem große Netze (Energieversorgung, Telekommunikation, Verkehr) hiervon betroffen. Sie werden zur Vermeidung wettbewerblichen Missbrauchs von der Bundesnetzagentur (BNetzA) mit Sitz in Bonn reguliert und überwacht. 